# جون د. هوك
جون د. هوك (بالإنجليزية: John D. Hawk)‏ هو مدرس أمريكي، ولد في 30 مايو 1924 في سان فرانسيسكو في الولايات المتحدة، وتوفي في 4 نوفمبر 2013 في بريميرتون في الولايات المتحدة.